# 大篷车
《大篷车》（英語：Caravan）是一部1971年的印度印地語犯罪驚悚片，导演是纳亚尔·胡赛因(Nasir Hussain)，吉滕德拉(Jeetendra)和阿莎·帕雷克(Asha Parekh)主演，片长128分钟。
上海电影译制厂1980年译有该片的中文版本。

## 剧情
故事的主线是女主角苏妮塔躲避贪财邪恶的丈夫拉詹手下的追杀所进行的逃亡和自救的过程。
拉詹为了获得苏妮塔父亲的巨额财产，伪装自己获得了苏妮塔父亲的信任，在其公司担任要职，并成为他的养子。一次拉詹偷走了保险箱里的30万卢比，被苏妮塔父亲发现后将苏妮塔父亲推下楼致死，但是他没有发现苏妮塔父亲死前曾写下了一张给苏妮塔父亲的好友也是前手下，现任外交官的拉克马昌德的一封信，里面包含了他错看拉詹的内容，后来这张信到了拉詹的情人莫妮卡手里。
后来拉詹欺骗苏妮塔说她父亲自杀前曾对他说过要将苏妮塔嫁给他，于是两人很快举行了婚礼。苏妮塔受父亲暴亡的影响，精神变得有些恍惚，误会并怒斥了善良的想保护她的叔叔拉克马昌德。在一个晚上她被拉詹骗到一个偏僻的房子里，这时候莫妮卡出现了，她自称是拉詹的情人，并宣称拉詹是谋杀苏妮塔父亲的凶手，并展示了她父亲的信，还让苏妮塔去孟买找她。苏妮塔深受打击并惧怕拉詹杀她灭口。到了晚上，拉詹假装睡着，让苏妮塔偷跑出来并开走破坏了刹车的汽车。路上苏妮塔跳车逃生，汽车坠下悬崖，拉詹带人寻找并假意悲伤，并安排手下追寻她的下落。
苏妮塔在逃亡的过程中由于身无分文，藏到了一辆负责运输到处流浪表演的吉卜赛艺人的大篷车里面，于是就认识了男主角莫汉，好友强尼和弟弟莫托三人。苏妮卡声称自己是逃婚的乡下姑娘，莫汉信以为真。好心的莫汉同意带她去孟买。在孟买，苏妮塔本想找莫妮卡了解真相，却发现她跟拉詹是一伙的，之前她的出现也是拉詹安排的，就是为了害死苏妮塔。苏妮塔差点被拉詹抓到，于是决定跟着莫汉去他的家乡班加罗尔找拉克马昌德寻求庇护。在跟吉普赛人汇合后，苏妮塔认识到了这个表演团的所有成员。在大家的关爱下，苏妮塔不仅学会了歌舞表演，更获得了莫汉的爱慕，当两人关系比较亲密的时候，遭到了这个团里最出众的歌舞女妮莎的反对，原来妮莎一直深爱着莫汉，也许是因为她个性泼辣的原因，莫汉一直躲避着她的爱。
苏妮塔被拉詹手下抓到，但幸运地逃了出来。奄奄一息的她被大篷车表演团所救。莫汉在医院里给予无微不至的照顾，苏妮塔被感动并爱上了莫汉，但想到自己悲惨的命运又不禁悲伤难过。莫汉和苏妮塔的感情一波三折，最终彼此袒露心扉，众人也决心帮助苏妮塔战胜厄运。在莫汉等人的团结努力下，最后拉詹等一帮坏人得到了应有的下场。但是那位叔叔不幸被害，更遗憾的是一直深爱莫汉的妮莎也为救莫汉付出了生命的代价。
最终苏妮塔并没有选择过富贵小姐的生活，而是选择继续与大家同行，从此她代替妮莎成为了这个流浪表演团队里的一员。

## 角色
- 吉滕德拉(Jeetendra)-莫汉
- 阿莎·帕雷克(Asha Parekh)-苏妮塔
- Aruna Irani-妮莎
- Kishan Mehta-拉詹
- Ravindra Kapoor-Johnny（莫汉的副手）
- Mehmood Jr-Monto（莫汉的弟弟）
- Helen-莫妮卡
- Murad-

## 原声带
| 歌曲                    | 演唱者                            | 注明                                                                         |
| ----------------------- | --------------------------------- | ---------------------------------------------------------------------------- |
| AbJo Mile Hain To       | 阿莎·蓬斯爾                       | Picturized on Asha Parekh and Aruna Irani                                    |
| Chadhti Jawani Meri     | Mohammad Rafi and Lata Mangeshkar | Picturized on Jeetendra and Aruna Irani                                      |
| Daiya Ae Main Kahan     | 阿莎·蓬斯爾                       | Picturized on Asha Parekh                                                    |
| Dilbar Dil Se Pyare     | Lata Mangeshkar                   | Picturized on Aruna Irani                                                    |
| Goria Kahan Tera Desh   | Mohammad Rafi and 阿莎·蓬斯爾     | Picturized on Jeetendra and Aruna Irani                                      |
| Hum To Hain Rahi Dil Ke | Kishore Kumar                     | Picturized on Jeetendra                                                      |
| Kitna Pyara Wada Hai    | Lata Mangeshkar and Mohammad Rafi | Picturized on Jeetendra and Asha Parekh                                      |
| Piya Tu Ab to Aaja      | 阿莎·蓬斯爾                       | Picturized on Helen; Asha Bhosle won the Filmfare Best Female Playback Award |

## 奖项
- 印度電影觀眾獎最佳女幕后演唱奖（Filmfare Best Female Playback Award）--Asha Bhosle -歌曲"Piya Tu Ab To Aaja
- 印度電影觀眾獎-最佳音乐奖提名--R.D. Burman
- 印度電影觀眾獎-最佳女配角提名--Aruna Irani